# Shamrock (växt)

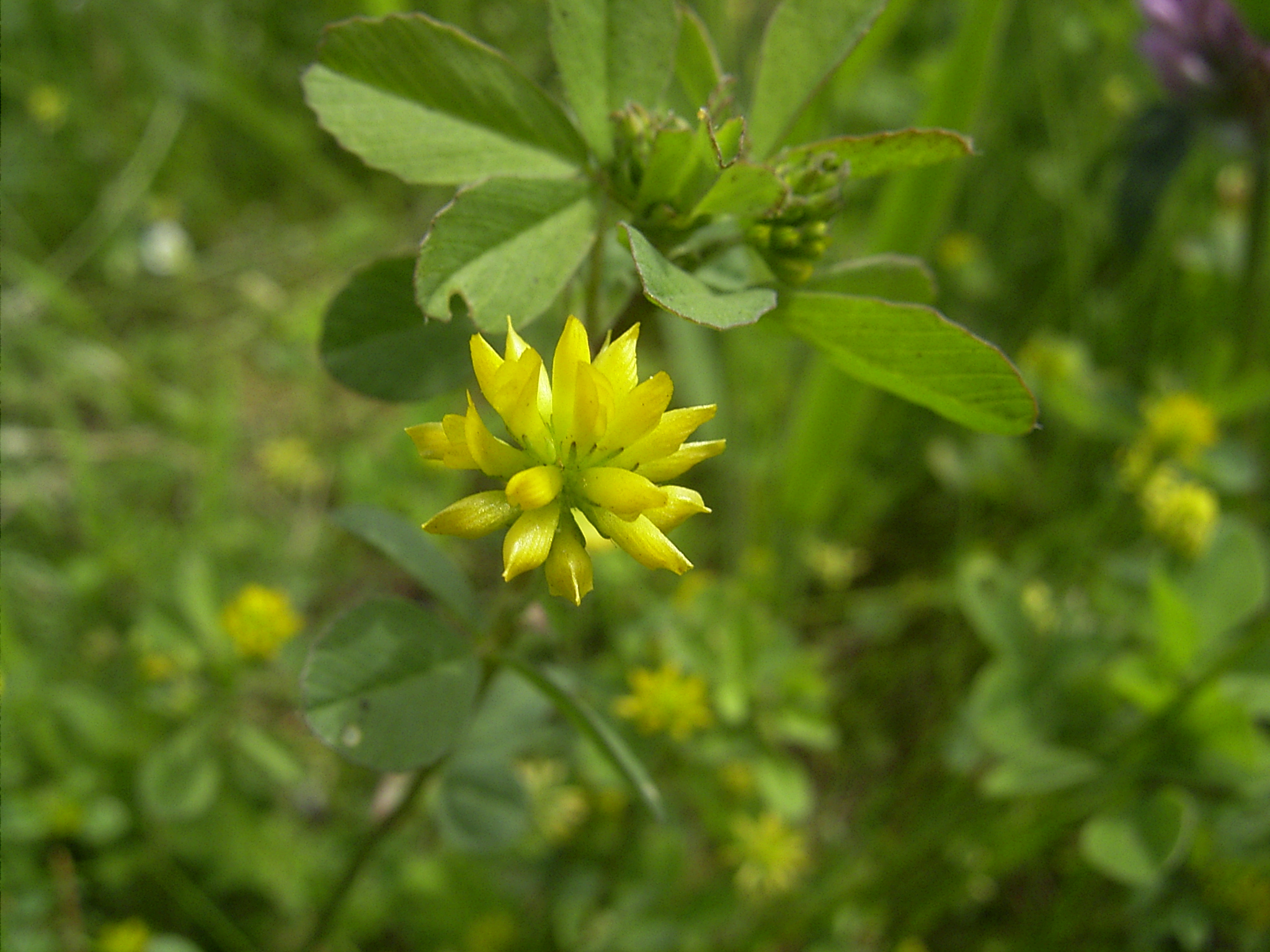
Spädklöver

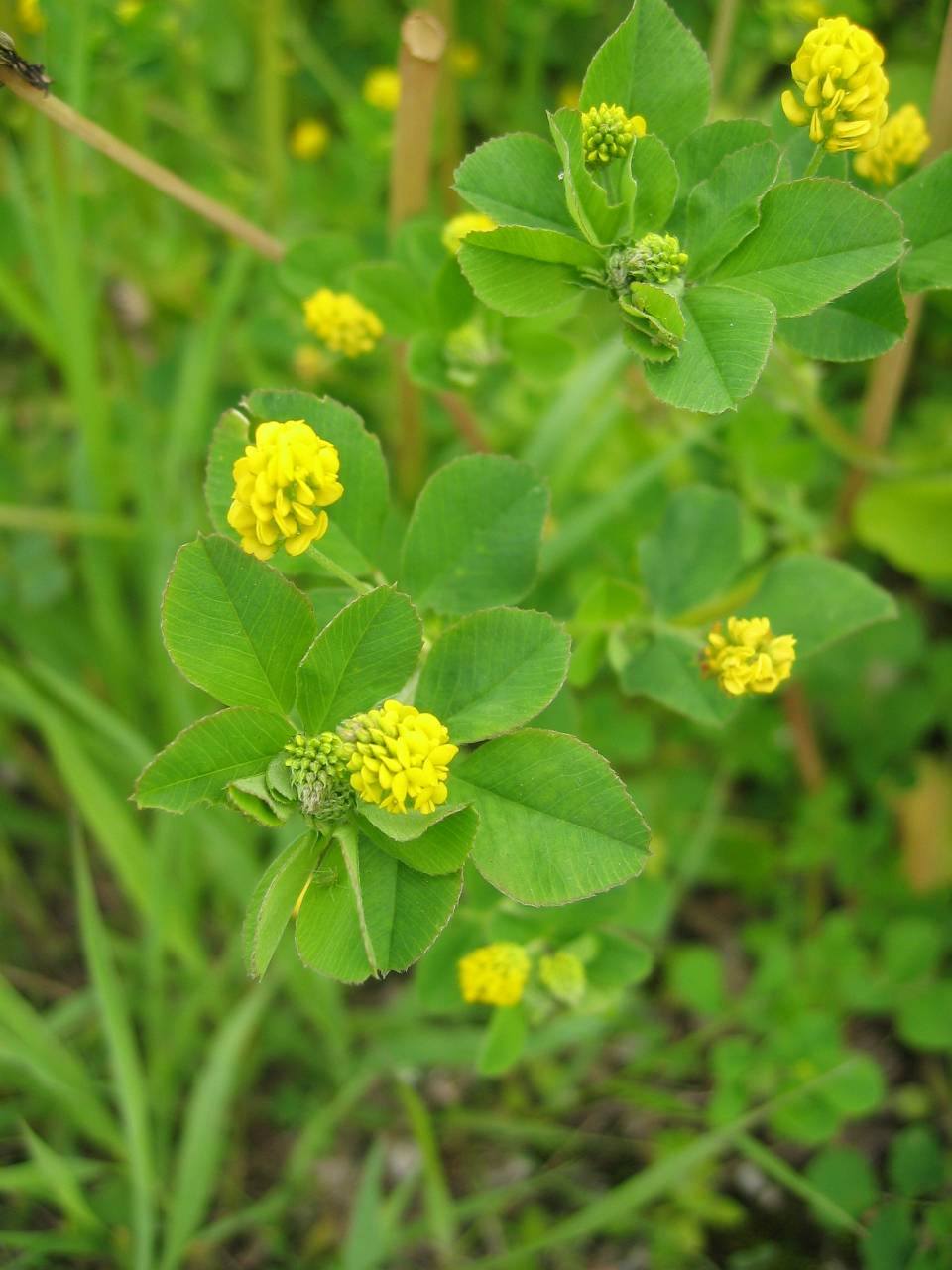
Humlelusern

Shamrock (gaeliska seamróg) kallas Irlands inofficiella nationalblomma sedan tidigt 1800-tal. Den förekommer i logon för många irländska företeelser, idrottsföreningar och företag. I många källor uppges Irlands regering ha registrerat Shamrock som sitt varumärke, men så har också många företag världen runt som har ordet shamrock någonstans i sitt namn. Rätten till symbolen har även prövats i rättsinstanser i Tyskland. Vilken växt som egentligen avses är dock omtvistat. Treklövern som symbol är annars mycket äldre än så och används i flera olika delar av världen.
Bland det tidigaste som shamrocken finns omnämnd i samband med Irland är i dokument från 1720-talet, där det hävdas att Irlands nationalhelgon, Sankt Patrick har använt den trebladiga växten som symbol för den heliga treenigheten. Den har även tillskrivits medicinsk effekt.
Journalisten Nathaniel Colgan gjorde 1893 en undersökning där han bad ett antal invånare i olika grevskap i Irland skicka in exemplar av vad de ansåg vara den växt som avses med shamrock. Det resulterade i att han fick sig tillsänt ett stort antal pressade växter, varav de flesta representerade endera vitklöver (Trifolium repens), trådklöver (Trifolium dubium) eller humlelusern (Medicago lupulina). Några exemplar av harsyra (Oxalis acetosella) torde också ha slunkit med.
Den schematiska avbildningen av ett treflikigt grönt blad har i alla händelser representerat en mycket stark sammanhållningsfaktor för irländare i olika situationer av förskingring. 